# Augusta Costanza Succi
Augusta Costanza Succi, conosciuta come madre Valeria di San Sebastiano (Cesenatico, 18 dicembre 1849 – Mesagne, 2 maggio 1922), è stata una religiosa italiana.
Fu la fondatrice della Congregazione Pontificia Suore Oblate di Sant'Antonio di Padova.

## Biografia
Nata da una ricca e nobile famiglia, fu avviata da giovanissima alla frequenza del collegio delle Religiose del Sacro Cuore situato a Recanati. La prematura morte dei genitori e il dilapidarsi del patrimonio la costrinsero ad abbandonare gli studi per occuparsi dei quattro fratellini. Solo in un secondo momento poté conseguire il diploma di maestra e intraprendere l'insegnamento fino a quando un altro lutto, la morte della giovanissima sorella Elettra, non la sconvolse intimamente. Intraprese allora una serie di viaggi per l'Italia e per l'Europa specializzandosi nella lingua francese e inglese, nella pittura e nella musica fino a quando, all'età di 31 anni, a Nizza, conobbe il conte Gaspero Paruglia che la sposò, colpito dalla sua bellezza e dalla sua intelligenza.
Rimasta vedova a soli 42 anni, intensificò il suo spirito di pietà e, senza trascurare i suoi viaggi per l'Italia, si dedicò completamente all'insegnamento e all'educazione della gioventù.
Nel 1900 a Lecce, con le Margheritine, si prese cura dell'istruzione e dell'educazione di ragazze vittime della società. Fu proprio a Lecce che si manifestò la vocazione di essere madre e maestra dei poveri e degli emarginati e di salvare la gioventù abbandonata a se stessa o vittima dello sfruttamento da parte degli adulti.
Desiderosa di fondare una nuova congregazione per il bene della società, espose il suo piano a più riprese ai vescovi di Lecce, di Oria e di Brindisi fino a quando, il 28 gennaio 1905, ottenne il decreto dall'arcivescovo di Brindisi Salvatore Palmieri.
Seguendo l'ideale di San Francesco d'Assisi, distribuì ai poveri le ricchezze e i gioielli che le restavano, vivendo dal canto suo nella massima povertà, tanto che il nuovo vescovo di Brindisi, Luigi Morando, preoccupato per tanta miseria, tentò senza esito di sopprimere la nascente congregazione.
Con la benedizione del papa Pio X, che ne aveva intravista l'opera benefica, la congregazione ebbe modo di crescere e di espandersi, aprendo nuove case e moltiplicando le opere che Augusta Succi continuò a seguire fino a quando si spense a Mesagne, il 2 maggio 1922.

## Attualità
Seguendo le orme della sua fondatrice, la Congregazione delle Suore Oblate di Sant'Antonio di Padova continua la sua opera di carità in tutta Italia, in India (Kerala) e in Africa ([[Repubblica del Congo]]).